# Kenny Gattison
Kenneth Clay Gattison, detto Kenny (Wilmington, 23 maggio 1964), è un ex cestista e allenatore di pallacanestro statunitense, professionista nella NBA e in Italia.

## Carriera
È stato selezionato dai Phoenix Suns al terzo giro del Draft NBA 1986 (55ª scelta assoluta).